# Labium subaequale
Labium subaequale là một loài tò vò trong họ Ichneumonidae.